# Augustyn Bloch

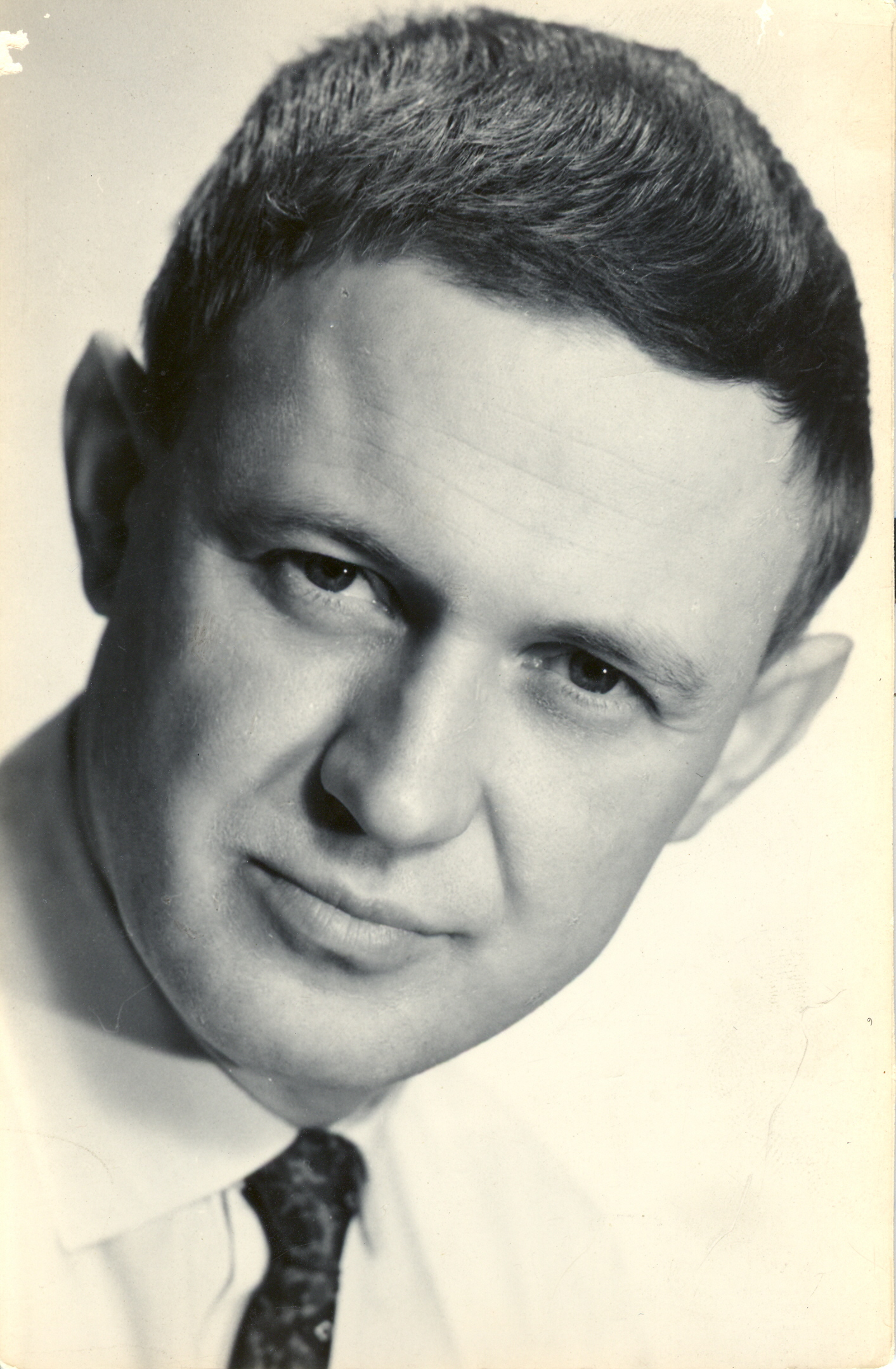
Augustyn Bloch

Augustyn Hipolit Bloch (* 13. August 1929 in Grudziądz; † 6. April 2006 in Warschau) war ein polnischer Komponist und Organist.
Nach dem Abschluss der staatlichen Musikschule in Danzig-Langfuhr studierte Bloch an der staatlichen Musikakademie Warschau bei Feliks Rączkowski und Tadeusz Szeligowski (Abschluss 1954 für das Orgelspiel, 1956 für das Kompositionsstudium). Er komponierte unter anderem für das Polnische Radio. Von 1977 bis 1979 war er Vizepräsident des Polnischen Komponistenverbandes, von 1983 bis 1987 Vorsitzender der Programmkommission des Festivals Warschauer Herbst. Er war mit der Koloratursopranistin Halina Łukomska-Bloch verheiratet und galt als einer der wichtigsten Vertreter der Neuen Musik in Polen. Für sein Werk erhielt er zahlreiche nationale und internationale Auszeichnungen. Er war zeitweilig eng verbunden mit den Darmstädter Ferienkursen für Neue Musik.

## Werk
- 1953 Fantasia per organo
- 1953 Klaviervariationen Karol Szymanowski in memoriam
- 1954 Orgelsonate
- 1956 Kinderlieder für Gesang und Instrumentalensemble
- 1958 Concertino für Violinsolo, Streichorchester, Klavier und Schlagzeug
- 1959 Espressiono per soprano ed orchestra (zu Texten von Jarosław Iwaszkiewicz)
- 1959 Impressioni poetiche für Männerchor und Orchester
- 1961 Sopran-Meditationen für Orgel und Schlagzeug (zu Bibeltexten)
- 1962 Voci – Ballett in einem Akt
- 1963 Oczekiwanie – Ballett in einem Akt
- 1965 Byk – Ballett in einem Akt
- 1967 Ballettmusik Alejet, córka Jeftego
- 1970 Enfiando per orchestra
- 1971 Musical Pan Zagłoba
- 1973 Kinderoper Bardzo śpiąca królewna (The Very Sleeping Beauty)
- 1974 Orgelsolowerk Jubilate
- 1974 Komposition für Vortragenden und Orchester Poemat o Warszawie
- 1974 Weihnachtslied Z gwiazdą cudobudzie
- 1975 Zwierciadło – Ballett-Pantomime
- 1976 Wordsworth songs – Komposition für Bariton und Kammerorchester
- 1976 Clarinetto divertente – Miniatur für Klarinetten-Solo
- 1976 Taka sobie muzyka – Liederzyklus für Sopran und Orchester
- 1977 Głos milczenia – Ballett-Pantomime
- 1977 Kinderlieder für Gesang und Klavier
- 1978 Warstwy czasu (Zeitschichten) für 15 Streichinstrumente
- 1979 Chorkomposition Anenaiki
- 1979 Kindermusical Bajka o skrzypcowej duszy
- 1979 Kinderlieder für Gesang und Instrumentalensemble
- 1980 Carmen biblicum für Sopran und neun Instrumente
- 1981 Klaviermusik für Kinder Chodzenie po klawiszach na cztery małe ręce i perkusję też nie dużą
- 1982 Oratorium für Orgeln, Streicher und Schlagzeug
- 1982 Klaviermusik für Kinder Jazda na gapę przez Europę
- 1983 Orgelwerk Supplicazioni per violoncello e pianoforte
- 1984 Orgelwerk Canti per coro ed organo
- 1985 Orgelwerk Forte, piano et forte
- 1986 Zostań panie z nami – Musik während der Abenddämmerung für Orchester
- 1986 Dueto per violino e violoncello
- 1987 Psalmodie für Vorleser, Orgeln, Chöre und Orchester Albowiem nadejdzie światłość twoja
- 1987 Orgelwerk Exaldato te domino
- 1988 Orgelwerk Exaltabo te, domino per coro misto
- 1988 Lauda per soprano, alto, percussione e quattro archi
- 1988 Musica per tredici ottoni
- 1989 Orchesterwerk mit Chor Litania ostrobramska
- 1990 Orchesterwerk Nie zabijaj
- 1992 Trio per violino, violoncello e pianoforte
- 1993 Orchesterwerk Wzwyż
- 1995 Inflazioni per due violini Béla Bartók in memoriam
- 1996 Oratorium Hac fest die per organo, coro ed orchestra
- 1997 Oratorium gedanense 1997 per organo, coro ed orchestra
- 1998 Drei Stücke Saxophon-Kammerorchester (für die Stadt Darmstadt)
- 2002 Pieśń przed zaśnięciem (für Sopran, Chor und Instrumentenensemble)
- 2003 W Górze nad nami – Meditationen für 4 Soprane, Alti, Tenöre, Bässe und Orgeln